# GAB2
GRB2-associated binding protein 2 или GAB2 - адаптерный белок, основной активатор фосфатидил-инозитол-3-киназы. В ходе крупного генетического исследования было обнаружено, что у носителей аллели ApoE4, наиболее сильно связанной с риском болезни Альцгеймера, некоторые вариации гена GAB2 влияют на риск заболевания. Один из обнаруженных однонуклеотидных полиморфизмов гена GAB2, rs2373115, показал увеличение риска заболевания у носителей ApoE4 в 4 раза.

## Внешние ссылки
- Scientists find new dementia gene - "Учёные обнаружили новую генетическую связь с деменцией" - BBC News, 9 June 2007. (англ.)